# Горбачёв, Владимир Васильевич (кардиолог)
Влади́мир Васи́льевич Горбачёв (бел. Уладзімір Васільевіч Гарбачоў; 10 января 1926, Толочин, БССР, СССР — 5 октября 2016, Минск, Беларусь) — советский и белорусский кардиолог, доктор медицинских наук (1970), профессор (1972), Заслуженный деятель науки Республики Беларусь (1991). Создатель научной школы, исследующей проблемы этиологии и патогенеза атеро- и тромбогенеза, механизмов нейрогормональной регуляции нарушения липидного, белкового и витаминного обменов при ИБС, артериальной гипертензии, ожирении, психофизиологические изменения функционального состояния сердечно-сосудистой системы при различной кардиальной патологии. Научный руководитель 12 кандидатов и 7 докторов наук, автор более 250 научных работ.

## Биография
Родился 10 января 1926 года в Толочине, в семье служащих (отец работал в милиции, мать — учительница), затем в 1931 году с семьёй переехал в Минск, закончил восемь классов 11-й средней школы.
24 июня 1943 года во время бомбежки покинул Минск и направился на Лепельщину, в деревню Аношки, где потерявшие друг друга из-за суматохи члены семьи воссоединились. Здесь он стал партизаном 5 отряда Чашникской бригады «Дубова», а с июля 1943 года — 4 отряда Лепельской бригады имени И. В. Сталина. Участник прорыва блокады у деревень Двор Плино и Паперно. В его наградном листе сказано: «Горбачёв В. В. в партизанский отряд вступил добровольно 19.05.1943 г. За время пребывания в партизанах Горбачёв В. В. проявил исключительное мужество, отвагу, выносливость в борьбе с немецко-фашистскими захватчиками, особенно отличился в боях во время крупной немецкой карательной экспедиции на партизан в апреле — мае 1944 г. в Ушачском районе».
После прорыва, придя в ближайшую деревню Новая Утеха, попал в засаду, был взял в плен и отправлен в концлагерь, откуда впоследствии сбежал при погрузке заключённых в эшелоны.
В 1947 году окончил прерванное школьное обучение в Лепельской средней школе и поступил в Витебский медицинский институт, который окончил в 1952 году. В том же году стал членом КПСС.
В 1952—1954 годах по распределению работал в Полоцке заведующим эпидемиологическим отделом Полоцкой областной санэпидстанции, с 1954 года по 1958 год — в Толочине занимал последовательно должности главного врача районной санэпидемстанции, заведующего районным отделом здравоохранения, главного врача районной больницы, главного врача Толочинского района.
В 1958 году поступил в аспирантуру при кафедре госпитальной терапии Минского государственного медицинского института (МГМИ), и досрочно окончил её в 1960 году. В 1961 году защитил кандидатскую диссертацию на тему «Сравнительная оценка влияния некоторых лекарственных средств на изменение содержания холестерина, лецитина, белковых и липопротеиновых фракций в сыворотке крови больных атеросклерозом». В 1969 году защитил докторскую диссертацию по теме «Обеспеченность больных атеросклерозом витаминами С, В, В1, В6, РР и А, их взаимоотношения между собой и показателями белкового и липидного обмена».
С 1960 по 1965 год работал ассистентом кафедры госпитальной терапии-1, в 1965—1970 годах — доцентом кафедры госпитальной терапии-2 Минского государственного медицинского института, параллельно в 1967—1970 годах — деканом педиатрического факультета МГМИ.
В 1970—1991 годах — заведующий кафедрой терапии в Белорусском институте усовершенствования врачей, параллельно в 1973—1984 годах — проректор по научной работе. В 1972 году ему присвоено звание профессора, до июля 2008 года активно преподавал и проводил лечебную работу в должности профессора этой кафедры.
Скончался 5 октября 2016 года в Минске после очередного инсульта. Похоронен в г. Лепеле Витебской области.

## Награды
Владимир Васильевич имел следующие награды и звания:
- Заслуженный деятель науки Республики Беларусь (1991)[2]
- орден Отечественной войны II степени (1946)[2][5]
- медаль «Партизану Великой Отечественной войны» II степени[2][5]
- Медаль «За победу над Германией в Великой Отечественной войне 1941—1945 гг.»
- медаль «Ветеран труда»
- 6 иных медалей (по другим данным, 10 иных медалей[6][7])
- Две Почётных грамоты Президиума Верховного Совета БССР (1976, 1982).

## Научная деятельность
Сфера научных интересов — исследование патогенеза, лечение коронарного атеросклероза и ишемической болезни сердца (ИБС). Создатель научной школы, исследующей проблемы этиологии и патогенеза атеро- и тромбогенеза, механизмов нейрогормональной регуляции нарушения липидного, белкового и витаминного обменов при ИБС, артериальной гипертензии, ожирении, психофизиологические изменения функционального состояния сердечно-сосудистой системы при различной кардиальной патологии.
Научный руководитель 12 кандидатов и 7 докторов наук. Подготовил более 150 белорусских и иностранных специалистов в клинической ординатуре и аспирантуре.
Член Правления Всесоюзных обществ кардиологов и терапевтов, в 1970-х годах — председатель Минского областного научного общества терапевтов, в 1980-х — председатель Минского городского общества терапевтов, член Президиума Белорусского общества кардиологов, Президиума правления Республиканского общества терапевтов. Был членом Учёного медицинского Совета Минздрава БССР в 1972—1984 годах, заместителем председателя Республиканской проблемной комиссии. Член Совета по защите диссертаций при МГМИ, председатель терапевтического Совета при БелГИУВ, член специализированного кардиологического Совета при Белорусском НИИ кардиологии.
Автор более 250 научных работ, в том числе более десятка монографий: «Трудности и ошибки диагностики некоторых заболеваний сердечно-сосудистой системы» (1978), «Диагностика кардиологических заболеваний» (1990), «Справочник врача общей практики» в 2 томах (1995), «Лечение внутренних болезней» (1997), «Дислипидемия» (1996, соавтор А. Г. Мрочек), «Практическая кардиология» в 2 томах (1997); «Недостаточность кровообращения» (1999); «Профилактика преждевременной и внезапной смерти» (2000, соавтор А. Г. Мрочек); «Витамины, микро — и макроэлементы» (2002, соавтор В. Н. Горбачева); «Атеросклероз» (2005, соавтор А. Г. Мрочек), «Клиническая кардиология» (2006).